# Сунагатуллин, Жавдат Гумурдакович
Жавдат Гумурдакович Сунагатуллин (баш. Йәүҙәт Оморҙаҡ улы Сөнәғәтуллин; 12 июня 1924 — 29 сентября 2007) — красноармеец 933-го стрелкового полка (254-я стрелковая дивизия, 52-я армия, Воронежский фронт), Герой Советского Союза.

## Биография
Жавдат Гумурдакович Сунагатуллин родился 12 июня 1924 года в деревне Имангулово нынеУчалинского района Башкирии. Башкир. Член КПСС с 1952 года.
В 1940−1942 годах работал в колхозе «Коммунар» Учалинского района.
В Красную Армию призван в 1942 году Учалинским райвоенкоматом. На фронте Великой Отечественной войны с мая 1943 года.
Красноармеец 933-го стрелкового полка (254-я стрелковая дивизия, 52-я армия, Воронежский фронт) Ж. Г. Сунагатуллин особо отличился в бою при форсировании р. Днепр в районе села Крещатик Черкасской области.
После войны Жавдат Гумурдакович окончил Уфимский учительский институт. Работал паспортистом в Учалинском РОВД. Преподавал в Мало-Учалинской средней школе, был секретарём парторганизации колхоза «Коммунар» Учалинского района.
Майор милиции в отставке Сунагатуллин Ж. Г. жил в городе Учалы (Башкирия). Подполковник в отставке.
Умер 29 сентября 2007 года. Похоронен в городе Учалы.

## Подвиг
«13 ноября 1943 г. тов. Сунагатуллин в числе первых переправился на западный берег Днепра и, выполняя приказание командира батальона, он, пользуясь темнотой, один… пробрался к переднему краю обороны противника и установил наличие постов, благодаря чему внезапным ударом батальона оборона противника была взята. В ходе боя за д. Свидовок он, действуя смело и решительно, противотанковой гранатой подбил танк, автомашину с грузом и уничтожил станковый пулемёт с прислугой. Огнём своего автомата истребил 14 фашистов».
Указом Президиума Верховного Совета СССР «О присвоении звания Героя Советского Союза генералам, офицерскому, сержантскому и рядовому составу Красной Армии» от 22 февраля 1944 года за «образцовое выполнение боевых заданий командования при форсировании реки Днепр, развитие боевых успехов на правом берегу реки и проявленные при этом отвагу и геройство» удостоен звания Героя Советского Союза с вручением ордена Ленина и медали «Золотая Звезда» (№ 5134).

## Награды
Награждён орденом Ленина (22 февраля 1944), орденом Отечественной войны 1-й степени (11 марта 1985), медалью «За отвагу» (27 октября 1943), другими медалями.